# HansaWorld
HansaWorld je švedsko softversko poduzeće specijalizirano za razvoj poslovnih informacijskih sustava. 

### Povijest
Generalni direktor i osnivač, Karl Bohlin, 1988. godine je osnovao grupaciju u Švedskoj. HansaWorld danas zapošljava oko 300 zaposlenika u 17 ureda koji djeluju u Europi, Sjevernoj Americi, Južnoj Americi, Africi, Aziji i Australiji.

### Proizvodi
Prvo HansaWorld korisničko sučelje razvijeno je 1988. godine za Apple Macintosh. Ubrzo su se pojavile i verzije za Windows, Unix i Linux. HansaWorld Enterprise, oblikovan je u vlastitom programskom jeziku HAL, vlastitoj tehnologiji projektirane baze podataka i sustava za internetsku komunikaciju. Time je omogućeno da HansaWorld nudi isto rješenje dostupno na nekoliko različitih operacijskih sustava. Trenutno, HansaWorld Enterprise dostupan je za Windows 2000–XP, uključujući Windows CE, Mac OS X i Unix, Linux, Sun, Symbian S60, Series80 i iPhone. HansaWorld Enterprise također je dokazan na IBM-ovom eServeru, gdje radi na xSeries, pSeries, iSeries i zSeries.
HansaWorldova rješenja odnose se na module knjigovodstva Enterprise Resource Planning (ERP), obrade narudžbi, upravljanja zalihama, proizvodnjom i troškovima rada kao i module Customer relationship management (CRM) za upravljanje odnosima s klijentima namijenjene za specifične industrije.

## Vanjske poveznice
- HansaWorld
- Akademska istraživanja